# Курганская область

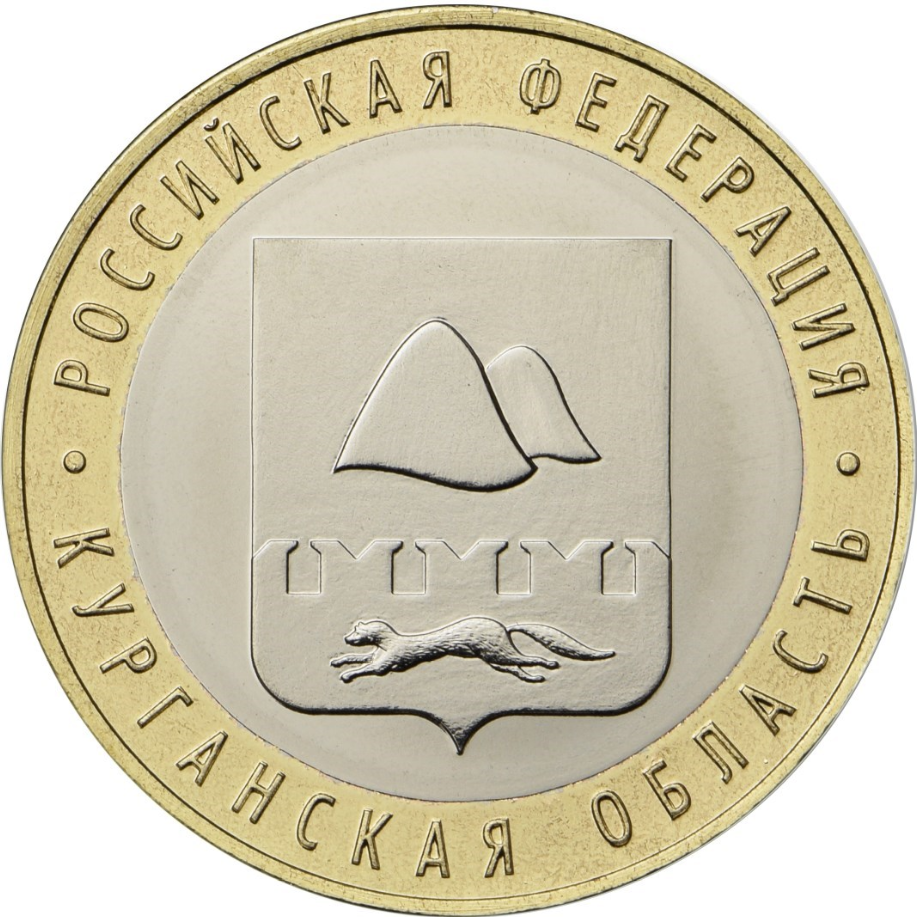
Памятная монета Банка России номиналом 10 рублей из серии «Российская Федерация» (2018)

Курга́нская о́бласть (Зауралье) — субъект Российской Федерации, расположенный в южной части Западно-Сибирской равнины, в бассейне рек Тобола и Исети. На юге граничит с Казахстаном. Входит в состав Уральского федерального округа, является частью Уральского экономического района. До революции центральная часть области относилась к Курганскому уезду Тобольской губернии, северо-западная часть — к Пермской, а юго-западная — к Оренбургской.
Курганскую область также называют Зауральем, Южным Зауральем, Воротами Сибири.

## Общие сведения
Территория — 71 488 км², что составляет 0,42 % площади России.
По этому показателю область занимает 46-е место в стране. С запада на восток область протянулась на 430 км, а наибольшая протяжённость с севера на юг составляет 290 км.
Численность населения — 744 465 чел. (2025).
Образована Указом Президиума Верховного Совета СССР от 6 февраля 1943 года. В состав области вошли 32 района восточной части Челябинской области и 4 района Омской области с общей численностью населения 975 000 человек.
Граничит:
- на западе — с Челябинской областью
- на северо-западе — со Свердловской областью
- на северо-востоке — с Тюменской областью
- на юго-востоке — с Северо-Казахстанской областью (Республика Казахстан)
- на юге — с Костанайской областью (Республика Казахстан)

Административный центр региона — город Курган.

## Физико-географическая характеристика
Рельеф

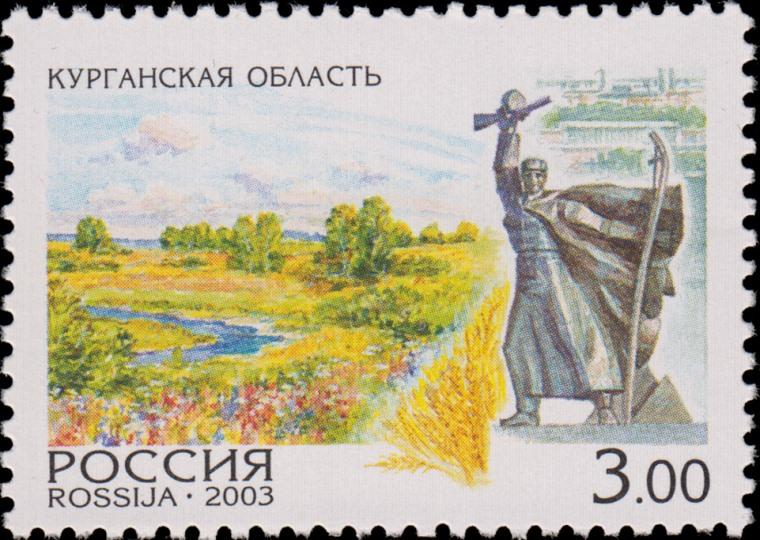
Почтовая марка 2003 год

Рельеф области равнинный, со слабым наклоном на северо-восток (абсолютные высоты от 57 до 206 метров). Местность изобилует множеством котловин, придающих неповторимый облик краю.
Понижения бывают самой различной формы и величины — от нескольких м² до десятков гектар, глубиной от 20—30 сантиметров до 10 метров и более. Эти низины, или так называемые блюдца, большей частью заняты водой, образуют озёра.
В области насчитывается более 3 тысяч озёр. Некоторые из них по минералогическим свойствам воды и наличию лечебных грязей не уступают лучшим российским и мировым аналогам.
Геологическое строение и полезные ископаемые
Область располагает богатыми минерально-сырьевыми ресурсами. В области ведётся добыча следующих полезных ископаемых: урана, бентонитовых глин, минеральных и питьевых подземных вод, строительных камней, кирпичных глин, строительных песков.
Курганская область является одним из уранодобывающих регионов России, запасы бентонитовых глин составляет около 20 % запасов России, Шадринское месторождение минеральных вод считается уникальным в Уральском федеральном округе.
Стали востребованными месторождения железных руд области. Передан в пользование Южный участок Глубоченского месторождения с запасами 109 млн тонн (Целинный район), Петровское месторождение с запасами 430 млн тонн (Юргамышский район). Планируется передача Северного участка Щучанского месторождения (Щучанский район) с целью их геологического изучения, разведки и добычи. Успешная разведка этих месторождений за счёт средств недропользователей, постановка на государственный баланс их запасов послужат в перспективе основой развития нового направления горнодобывающей отрасли в области, выявлены участки титан-циркониевых россыпей. Положительно оцениваются перспективы газонефтедобычи.
Таблица полезных ископаемых Курганской области:
| Полезные ископаемые        | Запасы по области      |
| -------------------------- | ---------------------- |
| Торф                       | 17, 7 (млн. тонн)      |
| Лечебные грязи             | 19 (млн. м. куб.)      |
| Минеральные подземные воды | 182, 5 (м. куб./сутки) |
| Бентонитовые глины         | 15 (млн. тонн)         |
| Камни строительные         | 143, 8 (млн. м. куб.)  |
| Кирпично-черепичное сырьё  | 63 (млн. м. куб.)      |
| Строительный песок         | 63,7 (млн. м. куб.)    |
| Железные руды              | 2560 (млн. тонн)       |
| Титан                      | 67 (тыс. тонн)         |
| Циркон                     | 2 (тыс. тонн)          |
| Уран                       | 16 % от запасов России |

### Климат
Расположение Курганской области в глубине огромного континента определяет её климат как континентальный. Она удалена от тёплых морей Атлантического океана, отгорожена с запада Уральским хребтом, находится близко от центра материка, совершенно открыта с северной стороны и очень мало защищена с юга. Поэтому на территорию области легко проникают как арктические холодные массы, так и жаркие сухие — из степей и пустынь Казахстана и Средней Азии, что ведёт к неустойчивым метеорологическим условиям. Большое влияние на климат оказывают континентальные воздушные массы умеренных широт.
Самым холодным месяцем является январь со средними температурами −14° на западе области, −15 в областном центре, −16 на востоке. Самым тёплым месяцем является июль. Средняя температура на севере области +18°, в областном центре больше +19°, на юге области +20 и более градусов. В последние годы обычны вспышки жары до +40° и более, в июле 2023 года в связи с выносом очень прогретой воздушной массы с Ближнего Востока установилась на несколько дней аномальная жара с температурами 40° и более, достигнув пика +41,3°, тем самым побив абсолютный максимум за всю историю наблюдений. Среднегодовая температура варьирует от +4 на западе до +2 на востоке области.
Гидрография
Почти вся территория области расположена в бассейне реки Тобол, и лишь восточные районы относятся к Тобол-Ишимскому междуречью и являются бессточной зоной. В Курганской области протекает 449 водотоков общей протяжённостью 5175 километров, насчитывается 2943 озёра общей площадью 3000 квадратных километров, что составляет 4 % от площади области. Из общего количества озёр 88,5 % — пресные, 9 % — солёные, 2,5 % — горько-солёные. Некоторые из них по минералогическим свойствам воды соответствуют лучшим природным здравницам России. Большой популярностью пользуются курорты «Озеро Медвежье», «Сосновая роща», детский санаторий «Озеро Горькое». «Озеро Медвежье» является самым крупным из солёных озёр области (5853 га). Минерализация его хлоридного натриевого рассола составляет 120—270 г/л, достигая в летнее время 360—400 г/л. На дне озера залегают значительные запасы сульфидных грязей. По лечебным свойствам вода озера «Медвежье» является аналогом воды Мёртвого моря.
Крупнейшие реки
| Река     | Длина (км) | Площадь бассейна (км²) |
| -------- | ---------- | ---------------------- |
| Тобол    | 1591       | 426 000                |
| Исеть    | 606        | 58 900                 |
| Миасс    | 658        | 21 800                 |
| Уй       | 462        | 34400                  |
| Теча     | 243        | 7600                   |
| Суерь    | 134        | 10600                  |
| Юргамыш  | 132        | 3340                   |
| Куртамыш | 124        | 2350                   |

По рекам, исток которых расположен за пределами Курганской области, дана общая длина и площадь бассейна.
Крупнейшие озёра
| Озеро               | Местоположение                                           | Площадь водоёма (км²) |
| ------------------- | -------------------------------------------------------- | --------------------- |
| Идгильды            | Сафакулевский район                                      | 22,6                  |
| озёра Маньясс       | Варгашинский район                                       | 31,8                  |
| озёра Малый Маньясс | Варгашинский район                                       | 20,8                  |
| Медвежье            | Петуховский район                                        | 61,3                  |
| Окунёвское          | Юргамышский район                                        | 18,2                  |
| Половинное          | Половинский район                                        | 18,1                  |
| Салтосарайское      | Каргапольский район                                      | 23,4                  |
| Чёрное              | Мокроусовский район, Армизонский район Тюменской области |                       |
| Ачикуль             | Белозерский район                                        | 13,4                  |

Почвы
В пределах области подстилающими почвы горными породами являются горизонтально залегающие толщи палеогенового, неогенового и четвертичного возрастов. Дочетвертичные породы представлены преимущественно глинами и тяжёлыми суглинками разнообразных цветов. В породах нередко встречаются стяжения гипса, сидерита, марказита, извести, и других солей. Солёность этих пород является причиной образования солончаковых и солонцеватых почв. Породы четвертичного возраста имеют более однообразную окраску. На таких породах формируются в Курганской области чернозёмные почвы с относительно высоким содержанием гумуса и с большой мощностью перегнойного слоя. Они покрывают более трети поверхности области.
Растительность
Общая площадь лесов области по состоянию на 1 января 2011 года составляет 1825 (тыс. гектар). Курганская область лежит в пределах лесостепной зоны Западной Сибири. Север области постепенно переходит в полосу мелколиственных лесов таёжной зоны. На юге встречаются участки северных степей. Берёзовые леса занимают около 1475 (тыс. гектар), что составляет 21 % территории области. Среди покрытой лесом площади преобладают берёзовые леса (60 %), свыше 30 % приходится на боры, около 10 % — на осиновые колки и тополёвые рощи. Березняки северных районов относятся к подтаёжным. Задолго до прихода человека, север края находился под властью тайги. С изменением климата еловые леса отступили, а их место было занято березняками, под покровом которых до наших дней сохранилась большая группа таёжных видов растений — наследие прежней эпохи. Сосново-липовые леса, расположенные в районе озера «Медвежье», особенно уникальны тем, что они находятся более чем 180-километровом отрыве от южного предела распространения липы в Западной Сибири. Еловые леса встречаются лишь на севере Шатровского района и занимают небольшие пространства среди массивов сосновых и берёзовых лесов. В Кетовском районе расположен Памятник природы «Просветский дендрарий».
Животный мир
Животный мир области весьма разнообразен. В фауне области сочетаются лесные, степные и лесостепные виды животных. Первым естествоиспытателем, начавшим изучение животного мира Курганской области, был Пётр Симон Паллас, путешествовавший в 1770 году по югу Западной Сибири.
На территории области зарегистрировано 2500 видов беспозвоночных (в том числе 100 видов паукообразных и 450 видов бабочек), 67 видов млекопитающих из 6 отрядов и 17 семейств, количество видов птиц оценивается от 224 до 283, 7 видов пресмыкающихся из 2-х отрядов и 5 семейств, 9 видов земноводных из 2-х отрядов и 5 семейств, 30 видов рыб.
Из числа млекопитающих — 16 видов занесены в Красную Книгу Курганской области, из них 1 вид — русская выхухоль — занесён в Красную книгу России. Из числа беспозвоночных — 72 вида насекомых и 4 паукообразных, из которых 8 видов занесены в Красную книгу России (Дыбка степная, Аполлон, Армянский шмель, Красотел пахучий, Голубянка римн, Пчела-плотник, Шмель необыкновенный, Шмель степной). В 2012 году вышло второе издание Красной книги Курганской области.
Среди птиц гнездящимися являются 165—170 видов, пролётными 70 видов. Во время осенних пролётов на озёрах Макушинского заказника собирается до 70 тыс. особей птиц. На территории области встречается и гнездятся 24 вида птиц, занесённых в Красную книгу России. В том числе 11 видов птиц находятся под глобальной угрозой исчезновения в Европе. На пролёте отмечаются савка, пискулька, малый лебедь, краснозобая казарка; гнездятся — кудрявый пеликан, шилоклювка, ходулочник, кречётка и другие.
Часовой пояс
Вся Курганская область находится в часовой зоне Екатеринбургское время. Смещение UTC относительно составляет +5:00. Разница с Москвой, столицей России, составляет 2 часа.

## История

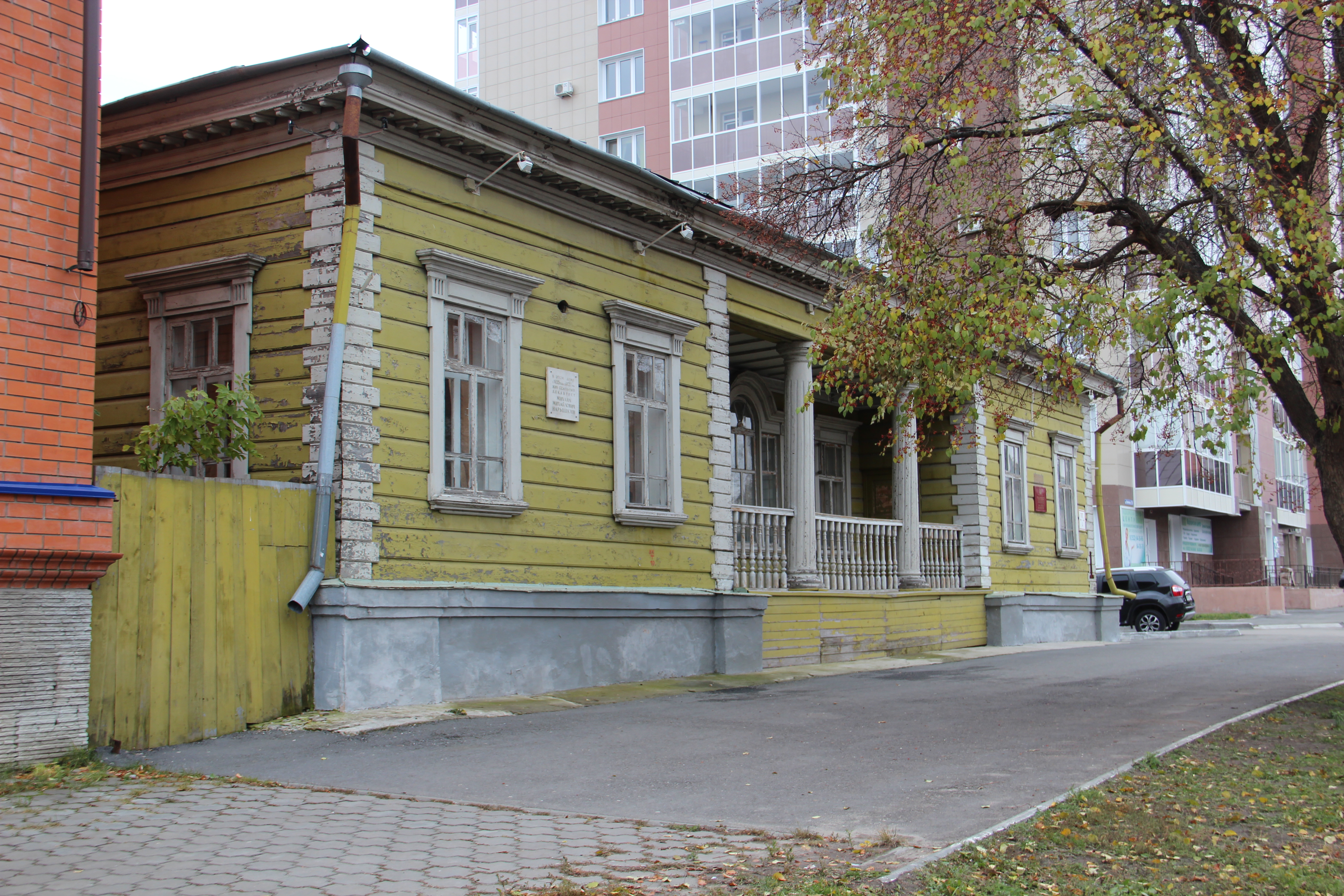
В этом доме жил декабрист М. М. Нарышкин во время ссылки в 1833—1837 годах. Сейчас здесь находится музей.

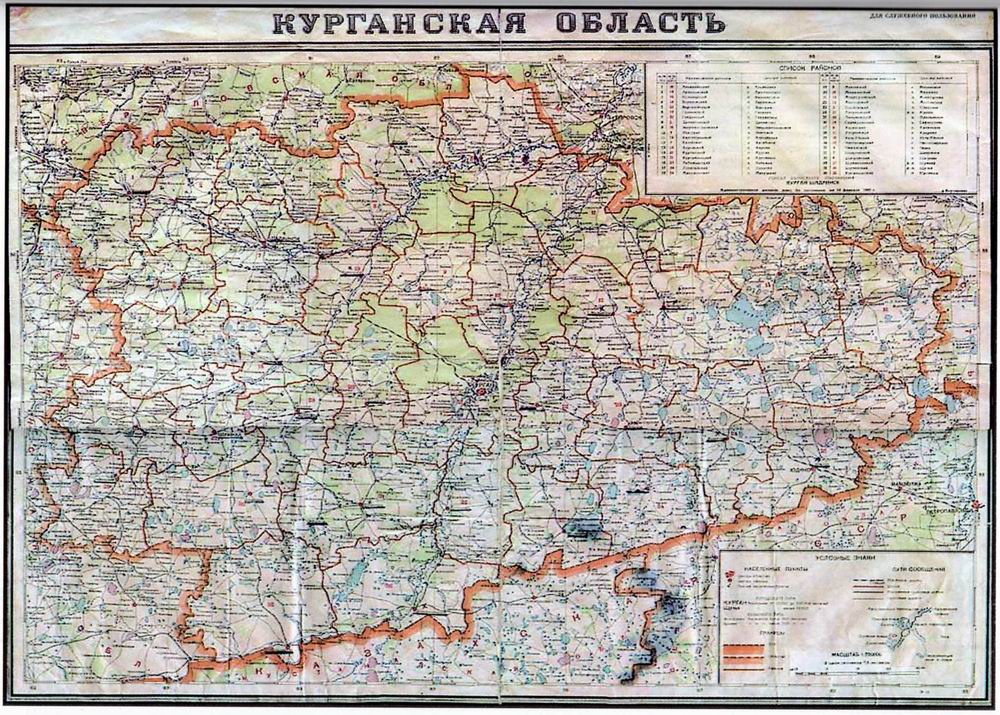
Курганская область в границах 1943 года

Позднепалеолитическая стоянка Шикаевка II датируется возрастом 18 050±95 лет. К эпохе мезолита относятся памятники Камышное I, Убаган III.
Царёво Городище, современный город Курган, основан в 1679 году. Основную часть населения составляли казаки вольнопереселенцы — свободные и предприимчивые люди. Здесь не было крепостного права.
В XIX веке город Курган становится местом политической ссылки. Первым политическим ссыльным был известнейший в те времена писатель и драматург Август Фридрих-Фердинанд фон Коцебу, назвавший в своих воспоминаниях Курганский уезд «Сибирской Италией».
После декабристского восстания 1825 года, в Курганскую область ссылали множество восставших, многие из них домой не вернулись. Среди них были: Ф. М. Башмаков, М. М. Нарышкин,И. Ф. Фохт, В. Н. Лихарев, М. А. Назимов, А. Е. Розен, Н. И. Лорер, А. Ф. Бригген, И. С. Повало-Швейковский, П. Н. Свистунов, Н. В. Басаргин, Д. А. Щепин-Ростовский, В. К. Кюхельбекер и другие.
До революции 1917 года территория современной Курганской области являлась составной частью Курганского, Ишимского и Ялуторовского уездов Тобольской губернии, Шадринского и Камышловского уездов Пермской губернии и Челябинского уезда Оренбургской губернии.
Со строительством Транссибирской магистрали (1893—1894 годы) активно развивается мельничное хозяйство, кооперативное маслоделие, товарное животноводство и машиностроение. Особую роль в этом сыграли выдающиеся люди — купцы, промышленники-предприниматели. Одним из них, основателем кооперативного движения в зауральском маслоделии был Александр Николаевич Балакшин, который в 1901 г. организовал Союз Сибирских маслодельных артелей, участниками которого были десятки тысяч производителей. П. А. Столыпин отмечал, что сибирские маслоделы по экономическому вкладу в развитие России превзошли золотопромышленность, и страна в 1912 г. по экспорту масла уступала только Дании. Сын А. Н. Балакшина Сергей основал первый машиностроительный завод в Кургане и первую электростанцию.

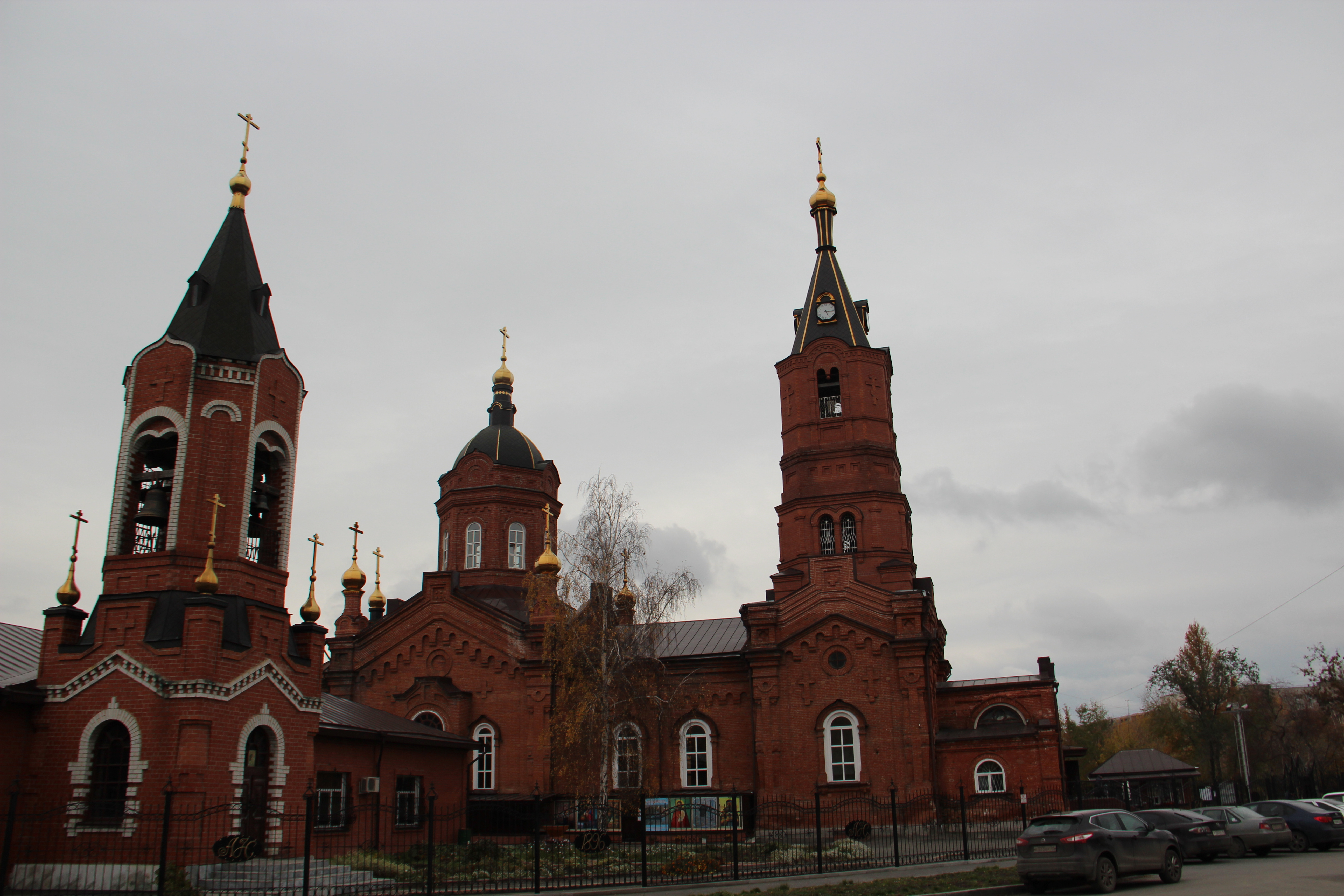
Памятник культового зодчества — Александро-Невская церковь в Кургане

В советский период территория современной Курганской области являлась составной частью Тюменской и Челябинской губерний, затем — Уральской области (Курганский округ, Шадринский округ, частично Челябинский округ и Ишимский округ), а затем — Челябинской области.
Курганская область была образована Указом Президиума Верховного Совета СССР от 6 февраля 1943 года. В её состав вошли 32 района, 2 города областного подчинения — Курган и Шадринск, 3 рабочих посёлка и 1784 населённых пункта. Через год — 14 августа 1944 года — Указом Верховного Совета СССР была создана Тюменская область, которой из состава Курганской области были переданы Армизонский, Бердюжский, Исетский и Упоровский районы.
30 октября 1959 года Указом Президиума Верховного Совета СССР за выдающиеся успехи в деле увеличения производства зерна и успешное выполнение обязательств по продаже государству хлеба Курганская область была награждена орденом Ленина. Тогда зауральцы сдали государству 90 млн пудов хлеба (около 1,5 млн тонн). Церемония вручения ордена состоялась только в марте 1961 года, когда Н. С. Хрущёв прикрепил орден к знамени области.

## Органы власти
Законодательная власть
Курганская областная Дума является постоянно действующим высшим и единственным органом законодательной власти региона. Председателем областной Думы является Дмитрий Владимирович Фролов.
Исполнительная власть
В 1995—1996 годах областью руководил А. Н. Соболев.
На губернаторских выборах 19 декабря 2004 во втором туре действующий на тот момент губернатор Олег Богомолов отстоял свой пост (это его третий губернаторский срок).
14 февраля 2014 года Владимир Путин принял отставку Богомолова с поста губернатора области. Исполняющим обязанности назначен Алексей Кокорин.
14 сентября 2014 года Алексей Кокорин победил на выборах губернатора Курганской области, набрав 84,87 % голосов.
2 октября 2018 года и. о. губернатора Курганской области назначен Вадим Михайлович Шумков. 8 сентября 2019 года он был избран и 18 сентября 2019 года состоялась инаугурация избранного губернатора Курганской области.
Курганская областная общественно-политическая газета «Новый мир» — официальный печатный орган Курганской областной Думы и Правительства Курганской области.

## Административно-территориальное деление

Административная карта Курганской области
Районы:
1.Альменевский,
2.Белозерский,
3.Варгашинский,
4.Далматовский,
5.Звериноголовский,
6.Каргапольский,
7.Катайский,
8.Кетовский,
9.Куртамышский,
10.Лебяжьевский,
11.Макушинский,
12.Мишкинский,
13.Мокроусовский,
14.Петуховский,
15.Половинский,
16.Притобольный,
17.Сафакулевский,
18.Целинный,
19.Частоозерский,
20.Шадринский,
21.Шатровский,
22.Шумихинский,
23.Щучанский,
24.Юргамышский.

Согласно Закону «Об административно-территориальном устройстве Курганской области» и Уставу Курганской области, субъект РФ включает следующие административно-территориальные единицы:
- 2 города областного подчинения (Шадринск и Курган);
- 24 района;
  - 7 городов районного подчинения;
  - 6 посёлков городского типа районного подчинения (рабочих посёлков);
  - 419 сельсоветов (с 2021 года 2023).

В рамках муниципального устройства, в границах административно-территориальных единиц области к 1 января 2016 года образованы 458 муниципальных образований, в том числе:
- 2 городских округа (Шадринск и Курган),
- 24 муниципальных района,
  - 13 городских поселений,
  - 419 сельских поселения.

С 2021 года:
- 2 городских округа,
- 9 муниципальных округов,
- 17 муниципальных районов,
  - 8 городских поселений,
  - 223 сельских поселений.

## Население
Численность населения области по данным Росстата составляет 744 465 чел. (2025). Плотность населения — 10,41 чел./км² (2025). Городское население — 
66,39 % (2022).
| 1943       | 1946       | 1950       | 1959       | 1970       | 1979       | 1987       | 1989       |
| ---------- | ---------- | ---------- | ---------- | ---------- | ---------- | ---------- | ---------- |
| 975 300    | ↘843 700   | ↗986 100   | ↗999 170   | ↗1 085 560 | ↘1 080 274 | ↗1 112 000 | ↘1 104 872 |
| 1990       | 1991       | 1992       | 1993       | 1994       | 1995       | 1996       | 1997       |
| ↗1 107 280 | ↘1 105 017 | ↗1 106 527 | ↗1 106 598 | ↘1 100 563 | ↘1 099 645 | ↘1 090 355 | ↘1 080 825 |
| 1998       | 1999       | 2000       | 2001       | 2002       | 2003       | 2004       | 2005       |
| ↘1 074 789 | ↘1 068 503 | ↘1 059 515 | ↘1 047 114 | ↘1 019 532 | ↘1 016 184 | ↘1 003 965 | ↘992 100   |
| 2006       | 2007       | 2008       | 2009       | 2010       | 2011       | 2012       | 2013       |
| ↘979 908   | ↘969 304   | ↘960 410   | ↘952 673   | ↘910 807   | ↘908 813   | ↘896 264   | ↘885 759   |
| 2014       | 2015       | 2016       | 2017       | 2018       | 2019       | 2020       | 2021       |
| ↘877 149   | ↘869 814   | ↘861 896   | ↘854 109   | ↘845 537   | ↘834 701   | ↘827 166   | ↘776 661   |
| 2022       | 2023       | 2024       | 2025       |            |            |            |            |
| ↘772 332   | ↘761 586   | ↘753 002   | ↘744 465   |            |            |            |            |

Снижение численности населения связано с передачей 14 августа 1944 года в состав Тюменской области Армизонского, Бердюжского, Исетского и Упоровского районов.
Численность национальностей, проживающих в Курганской области по данным переписей населения 1959—2010 годов.
| Народ    | 1959, тыс. чел. | 1970, тыс. чел.  | 1979, тыс. чел.  | 1989, тыс. чел.  | 2002, тыс. чел.  | 2010, тыс. чел. |
| -------- | --------------- | ---------------- | ---------------- | ---------------- | ---------------- | --------------- |
| Русские  | 925,5 (92,6 %)  | 995,9 (91,7 %)   | 991,4 (91,8 %)   | 1008,4 (91,4 %)  | 932,6 (91,5 %)   | 823,7 (92,5 %)  |
| Татары   | 19,6 (2,0 %)    | 23,9 (2,2 %)     | 23,5 (2,2 %)     | 22,6 (2,0 %)     | 20,9 (2,0 %)     | 17,0 (1,9 %)    |
| Башкиры  | 12,7 (1,3 %)    | 17,5 (1,6 %)     | 17,7 (1,6 %)     | 17,5 (1,6 %)     | 15,3 (1,5 %)     | 12,3 (1,4 %)    |
| Казахи   | 9,7 (1,0 %)     | 12,6 (1,2 %)     | 14,0 (1,3 %)     | 15,8 (1,4 %)     | 14,8 (1,5 %)     | 11,9 (1,3 %)    |
| Украинцы | 13,4 (1,3 %)    | 13,6 (1,2 %)     | 12,8 (1,2 %)     | 14,0 (1,3 %)     | 11,2 (1,1 %)     | 7,1 (0,8 %)     |
| Всего    | 999,2 (100,0 %) | 1085,6 (100,0 %) | 1080,5 (100,0 %) | 1103,7 (100,0 %) | 1019,5 (100,0 %) | 910,8 (100,0 %) |

## Населённые пункты
В области 9 городов и 6 посёлков городского типа. Городское население на 1 января 2013 года составило 537 681 чел.
| Населённый пункт    | Население | Год  |
| г. Курган           | ↘300 763  | 2025 |
| г. Шадринск         | ↘68 609   | 2021 |
| г. Шумиха           | ↘16 264   | 2021 |
| г. Куртамыш         | ↘14 806   | 2021 |
| г. Далматово        | ↘11 584   | 2021 |
| г. Катайск          | ↘11 881   | 2021 |
| г. Петухово         | ↘8502     | 2021 |
| г. Щучье            | ↘8252     | 2021 |
| пгт Варгаши         | ↘8435     | 2021 |
| пгт Каргаполье      | ↗8265     | 2021 |
| г. Макушино         | ↘6827     | 2021 |
| пгт Мишкино         | ↘6614     | 2021 |
| пгт Юргамыш         | ↘6465     | 2021 |
| пгт Лебяжье         | ↘5412     | 2021 |
| пгт Красный Октябрь | ↘3460     | 2021 |

Основные населённые пункты Курганской области

В области 1220 сельских населённых пунктов, объединённых в 419 сельских поселений. Сельское население на 1 января 2013 года составило 348 078 чел.
Сельские поселения с численностью населения более 4000 чел.

| Сельское поселение      | Население | Год  |
| Кетовский сельсовет     | ↘9044     | 2021 |
| Лесниковский сельсовет  | ↘5217     | 2021 |
| Введенский сельсовет    | ↗6252     | 2021 |
| Шатровский сельсовет    | ↗6427     | 2020 |
| Мокроусовский сельсовет | ↘5082     | 2021 |

| Сельское поселение    | Население | Год  |
| Белозерский сельсовет | ↘4724     | 2021 |
| Половинский сельсовет | ↘4960     | 2021 |
| Целинный сельсовет    | ↘5066     | 2020 |
| Иковский сельсовет    | ↘3681     | 2021 |
| Глядянский сельсовет  | ↘3582     | 2021 |

## Экономика

Динамика индексов промышленного производства в Курганской области и в России в 1991—2009 годах, в процентах от значений 1991 года

Динамика индексов объёма продукции сельского хозяйства в Курганской области и в России в 1990—2008 годах, в процентах от значений 1990 года

Средний доход населения Курганской области в % к среднероссийскому

На базе эвакуированных в годы Великой Отечественной войны 22 предприятий из западных областей страны стала формироваться местная промышленность. Затем появились завод деревообрабатывающих станков, дорожных машин, «Курганский завод колёсных тягачей им. Д. М. Карбышева»(переименован в Концерн «Русич», ныне не существует), Катайский насосный завод, Шадринские предприятия — автоагрегатный завод и завод транспортного машиностроения, телефонный завод и другие. После войны в области были построены крупные предприятия — Курганский машиностроительный завод, объединение «АК Корвет», заводы «Курганхиммаш» и «Курганский автобусный завод» и комбинат медицинских препаратов «Синтез».
В области широко распространены месторождения строительных материалов, обнаружены запасы железных руд (около 2 млрд т), урана.
Металлургия
- ООО «Икар» — Курганский завод ТрансАрм"
- ЗАО «Курганстальмост»
- ОАО «Петуховский литейно-механический завод»
- ООО «Зауральский Кузнечно-Литейный завод»

Машиностроение
- ОАО «Шадринский автоагрегатный завод» — (ШААЗ, до 1962 — Шадринский автоагрегатный завод имени Сталина) — одно из крупнейших российских предприятий по выпуску автомобильных агрегатов
- ООО «КАвЗ» (Курганский автобусный завод) — производитель автобусов в России.
- ОАО «Курганмашзавод» — производитель Боевой Машины Пехоты-3.
- ОАО «Курганский завод дорожных машин» — производитель дорожно-строительной и коммунальной техники.
- ПО «Курганские прицепы» — производитель прицепов для легковых автомобилей.
- ОАО «Шумихинский завод подшипниковых иглороликов»
- ООО «Шумихинское машиностроительное предприятие»
- ОАО «СТАРТ» (Далматовский завод) — производитель автоцистерн для пищевой и нефтяной промышленности.
- ОАО «Варгашинский завод противопожарного и специального оборудования»
- ЗАО «Курганспецарматура» — выпуск задвижек, клапанов, сильфонной арматуре для АЭС, химических производств и криогенных сред, регулирующей и предохранительной арматуры для АЭС и тепловой энергетики.
- ООО "Вездеходы «Бурлак» — завод по производству снегоболотоходов[47] и комплектующих (шестерни, зубчатые колеса)[48].

Нефтехимия
- ЗАО «Далур» (Шумихинский завод по добыче урана)
- ЗАО «Далур» (Далматовский завод по добыче урана)
- ОАО "Акционерное Курганское общество медицинских препаратов и изделий «Синтез» — производство лекарственных препаратов.
- ОАО «Курганхиммаш» — проектирование, изготовление, различных объектов нефтегазодобывающей, нефтегазоперерабатывающей, химической и других отраслей промышленности.
- ФГУП «Щучанский завод противопожарного машиностроения МВД России» — выпуск огнетушителей.
- «Щучанский военный завод, по уничтожению химического оружия» — уничтожение химического оружия.
- «Катайский насосный завод»

Пищевая промышленность
1. ООО «Молоко Зауралья» (Курган) — производство молочной продукции;
2. АО «Данон Россия» филиал «Молочный комбинат „Шадринский“» (Шадринск) — производство молочной продукции;
3. АО «Молоко» (Катайск) — производство молочной продукции;
4. OOO «ДигиДон» — производство натуральных соков, нектаров и напитков;
5. OOO «Крым» — производство минеральной воды;
6. ООО «Зауральские напитки» — производство минеральной, газированной воды и пива;
7. ЗАО «Курганский винодельческий завод» — производство водки, коньяка (бренди);
8. ООО «Курганмука» — производство мукомольной продукции;
9. ООО «Курганский мясокомбинат Стандарт» — производство деликатесов, колбас и тушёнки;
10. ООО «Мясокомбинат Белый Яр» — производство деликатесов, колбас и полуфабрикатов;
11. ИП Ильтяков Дмитрий Владимирович (Мясокомбинат «Велес») — производство колбас;
12. ООО «Курганская птицефабрика» — производство и реализация куриного яйца;
13. ЗАО «Агрофирма Боровская» — бройлерная птицефабрика;
14. ООО «Племенной завод Махалов» — производство гусиного мяса, яйца;
15. ООО «Саф-Нева» — производство дрожжей;
16. ОАО «Хлебокомбинат № 1» — производство хлебобулочных изделий;
17. ООО «Хлебный завод Стандарт» — производство хлебобулочных изделий;
18. ОАО «Курганхлебпром» — производство хлебобулочных изделий.
19. Шадринский пивзавод;
20. Шадринское УПП;
21. Шумихинский хлебокомбинат;
22. «Мишкинский КХП» (входит в состав агропромышленного объединения «Макфа»);
23. «Юргамышский мясокомбинат»;
24. "Акционерное общество "Мукомольный завод «МуЗа»;

Радиоэлектроника и измерительная техника
- OOO «Курганский Механический Завод» — производство чалок, чалочных крюков, канатных строп, буксировочных тросов, коушей, малых архитектурных форм. Механическая обработка металла.
- ОАО НПО «Курганприбор» — производитель приборной и втулочной продукции оборонного и гражданского характера.
- ОАО «Шадринский телефонный завод» — эвакуирован в Шадринск в 1941 г.

Другое
- ОАО "АК «Корвет» — производство оборудования устья скважин, монифольды фонтанных арматур, ёмкости, арматура трубопроводная, оборудование противопожарное.
- ОАО «Шадринский электродный завод»
- МУП «Рубин» — ремонт радиоэлектронной аппаратуры.
- ЗАО «ВА Курган» — производство стальной дроби
- ОАО «Кургандормаш» (Курганский завод дорожных машин) — резка листового и сортового проката, разделительная и объёмная штамповка, чистка и вальцовка и др.
- ОАО «Шадринский завод ограждающих конструкций»
- ЗАО «Шадринский завод железобетонных изделий» — «ГазИнстройДеталь», ранее — ЖБИ.
- ОАО «Шадринский ДСК-2» — сейчас ООО «Технокерамика» — выпуск пропантов.
- ОАО «Куртамышская мебельная фабрика»
- ПАО «СУЭНКО» — передача электроэнергии по распределительным сетям и технологическое присоединение потребителей к электросетям.

Сельское хозяйство
Курганская область — индустриально-аграрный регион, где агропромышленный комплекс является одним из системообразующих секторов экономики. На селе проживает около 38 % населения региона.
Главным природным богатством области является плодородная земля. Сельскохозяйственные угодья занимают более 39 % площади области. Леса занимают примерно пятую часть территории области — 1,7 млн га.
В 2020 году валовой сбор зерновых и зернобобовых составил 1,4 млн тонн, при урожайности 13,9 ц/га. Посевные площади 1 млн 65 тыс. га.
| тыс. гектар | 3026 | 2640,3 | 2094,8 | 1675,9 | 1203,7 | 1373,9 | 1393,4 |

## Транспорт
По её территории проходят электрифицированная Южно-Уральская железная дорога (западный участок Транссибирской магистрали, магистральные нефте- и газопроводы. Она граничит с высокоразвитыми областями Урала — Свердловской и Челябинской, а также с Тюменской областью и Казахстаном.
Автомобильный транспорт
Протяжённость автодорожной сети области — 9468 км.
Основные автодороги области представлены в таблице.
| Российский номер | Европейский маршрут            | Название | Информация о трассе                            |
| Р254             | E 30                           | «Иртыш»  | Челябинск — Курган — Ишим — Омск — Новосибирск |
| Р354             |                                |          | Екатеринбург — Шадринск — Курган               |
| Р329             |                                |          | Шадринск — Ялуторовск                          |
| Р330             |                                |          | Миасское — Шадринск                            |
|                  | Шумиха — Шадринск (автодорога) |          | Шумиха — Шадринск                              |
| ---------------- | ------------------------------ | -------- | ---------------------------------------------- |

Авиация
В Кургане расположен международный аэропорт, где базируется авиакомпания «СИБИА». Действуют аэродромы Куртамыш и Логовушка.

## Здравоохранение и экотуризм
Область привлекательна не только для людей, желающих поправить своё здоровье. Самые знаменитые здравницы — «Сосновая роща», «Курорт Озеро Медвежье», «Озеро Горькое». Также имеется высокий потенциал для развития экологического туризма.
На территории Щучанского района находится эпонимный памятник — Алакульский могильник (начальная фаза бронзового века). Датировка XVII—XIV в.в. до н. э.
Курганская область — родина метода чрескостного остеосинтеза, применяемого более чем в 60 странах мира. Медицинскую помощь в РНЦ «Восстановительная травматология и ортопедия» имени академика Илизарова ежегодно получают свыше 9 тысяч человек.

## Образование
Курганская область с 1 апреля 2010 года участвует в проведении эксперимента по преподаванию курса «Основы религиозных культур и светской этики» (включает «Основы православной культуры», «Основы исламской культуры», «Основы буддийской культуры», «Основы иудейской культуры», «Основы мировых религиозных культур», и «Основы светской этики»).
На начало 2011 года в сельских районах региона работало 520 школ, в которых обучалось 39 тысяч учеников. 289 было малокомплектными. С 2007 по 2010 год из них было реорганизовано 62 образовательных учреждения, ликвидировано 65.
В Курганской области находится 3 высших учебных заведения и 5 филиалов высших учебных заведений других регионов России.

## Спорт
Спортивные объекты области
- ЛДС им. Парышева (Курган); ЛА «Юность» (Курган).
- Бассейн «Олимп» (Курган); Бассейн «Дельфин» (Курган); Бассейн «Олимп» (Шадринск); ФОК «Парус» (Шадринск).

Соревнования
- Хоккей
  - Чемпионат Курганской области по хоккею с шайбой
  - Кубок Курганской области по хоккею с шайбой
- Футбол
  - Чемпионат Курганской области по футболу
  - Кубок Курганской области по футболу
- Баскетбол
  - Школьная лига баскетбола «КЭС БАСКЕТ» (мужчины)
  - Школьная лига баскетбола «КЭС БАСКЕТ» (женщины)
  - Студенческая лига баскетбола (мужчины)
  - Студенческая лига баскетбола (женщины)

## Известные люди, связанные с Курганской областью
Основная категория: Персоналии: Курганская область
- Герои Советского Союза Курганской области
- Почётные граждане Курганской области

Т. С. Мальцев, селекционер и новатор сельского хозяйства СССР

Среди родившихся, живших и работавших в области людей — большое количество известных за пределами региона.
Актёры, режиссёры, поэты и деятели искусств — Борис Веселов (1938—2011), Борис Манжора (1921—2001), Вадим Малков (1912—1994), Всеволод Иванов (1895—1963), Евгений Богданов (1940—2011), Иван Шадр (1887—1941), Леонид Куликов (1924—1980), Людмила Дребнёва (1954), Михаил Знаменский (1833—1892), Регина Дубовицкая (1948), Сергей Карнович-Валуа (1899—1985), Сергей Яковлев (1925—1996), Тимофей Белозёров (1929—1986), Фёдор Бронников (1827—1902), Юрий Гальцев (1961).
- Пётр Симон Паллас — учёный.натуралист. Маршрут его поездки по Зауралью начинался с Чумлякской слободы.что на реке Миасс.(«Путешествие по разным местам Российского государства») — 1776 год.

В Курганской области действуют творческие союзы — отделения общероссийских общественных организаций:
- ОО «Курганский союз журналистов» является дочерней компаний по отношению к Союзу журналистов России
- ОО «Курганская областная писательская организация» является дочерней компаний по отношению к Союзу писателей России (29 членов)
- ОО «Курганское областное отделение СТД РФ (ВТО)» является дочерней компаний по отношению к Союзу театральных деятелей Российской Федерации (Всероссийское театральное общество) (59 членов)Юрий Гальцев, юморист и артист

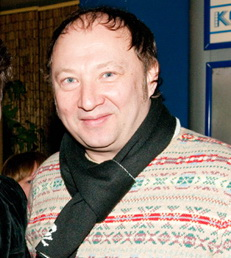
Юрий Гальцев, юморист и артист

- Курганское региональное отделение Всероссийской творческой общественной организации «Союз художников России» является дочерней компаний по отношению к Союзу художников России (60 членов)[59]

В области родились
- Адрианов, Александр Васильевич (1854—1920) — выдающийся учёный—сибиревед и общественный деятель;
- Бердников, Леонид Павлович — заслуженный работник культуры РФ.
- Богданов, Евгений Николаевич (1940—2011) — русский писатель.
- Глухих, Василий Андреевич (род. 1929) — учёный, специалист в области термоядерной энергетики, академик РАН. Лауреат Ленинской премии, Государственных премий СССР и РФ;
- Голиков, Филипп Иванович (1900—1980) — начальник Главного политического управления Советской Армии и Военно-Морского Флота, важнейшего органа по партийному руководству Вооружёнными Силами СССР в 1958—1962 годах, маршал Советского Союза (8 мая 1961).
- Замятин, Алексей Петрович (1946—2009) — советский и российский математик, педагог.

Мария Дмитриевна Ковригина, министр здравоохранения СССР (1954—1959)

- Мария Дмитриевна Ковригина, министр здравоохранения СССР (1954—1959)Ковригина, Мария Дмитриевна (1910—1995) — Министр здравоохранения СССР (1954—1959 гг.)
- Манатов, Шариф Ахметзянович (1887—1936) — государственный и общественный деятель, один из лидеров Башкирского национального движения, Председатель Башкирского Правительства, учёный-востоковед, журналист, социолог.
- Савичева, Юлия Станиславовна (род. 1987) — российская эстрадная певица.Юлия Савичева, певица

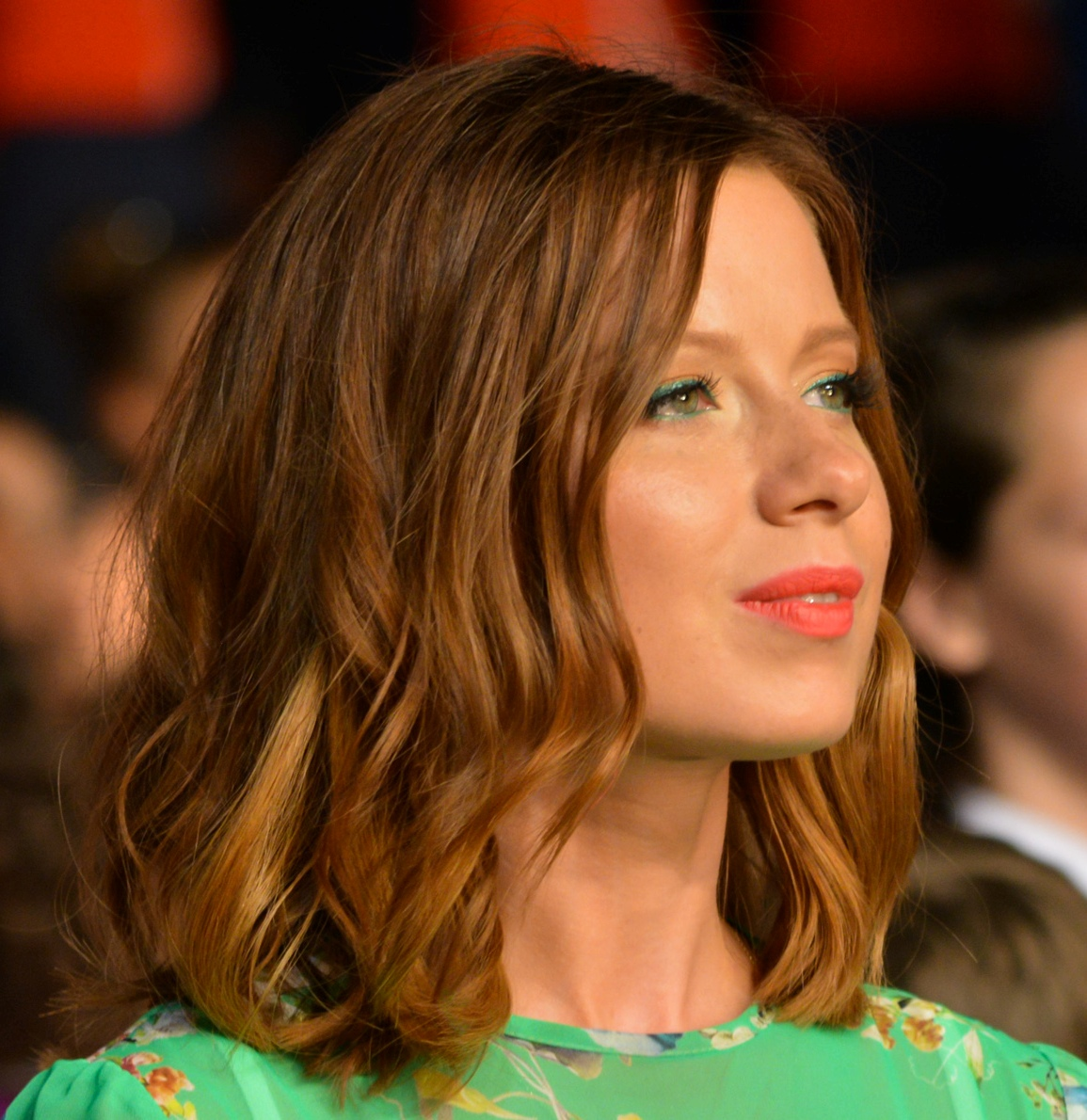
Юлия Савичева, певица

- Полещук, Александр Александрович (род. 1941) — журналист, писатель, главный редактор журнала «Восточная коллекция».
- Таган, Галимьян Гирфанович (1892—1948) — башкирский этнограф, доктор экономических наук, доктор тюркологии, политик, активный участник Башкирского национального движения.
- Фадеев, Максим Александрович — продюсер, певец и музыкант.
- Фитин, Павел Михайлович (1907—1971) — руководитель советской политической разведки в 1939—1946 годах, генерал-лейтенант (1945). Внёс неоценимый вклад в создание в СССР ядерного оружия.
- Шадр, Иван Дмитриевич (1887—1941) — русский советский художник, скульптор-монументалист, представитель направления «академический модерн».
- Шилов, Николай Петрович — детский поэт и писатель.

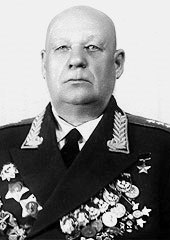
Михаил Степанович Шумилов, советский военачальник

- Михаил Степанович Шумилов, советский военачальникШумилов, Михаил Степанович (1895—1975) — командующий войсками 64-й армии, 7-й гвардейской армии в 1942—1945 годах, принимавших участие в Сталинградской битве, генерал-полковник (20 октября 1943 года). Руководил допросом генерала-фельдмаршала Фридриха Паулюса, взятого 64-й армией в плен под Сталинградом
- Абрамовский, Андрей Петрович — доктор исторических наук.профессор.заслуженный деятель науки РФ.
- Исакаев Габдулла Гафиуллович — математик, изобретатель, юрист, правозащитник.
- Машнин Пётр Иванович — участник парада Победы, состоявшегося на Красной площади столицы 24 июня 1945 года.
- Дьяков, Василий Николаевич — член Союза художников СССР с 1982 года. Лауреат международной премии «Филантроп».
- Соколова, Татьяна Фёдоровна — член Союза писателей России с 1992 года.
- Старых, Ирина Александровна — российская биатлонистка, чемпионка Европы в спринте. Мастер спорта России международного класса.
- Чуваргин, Павел Сергеевич (1921) — член Союза художников СССР с 1968 года.
- Худяков Георгий Никитич — учёный, изобретатель.
- Чулков Н. И. (1874—1938) — священник. Обвинён по статье 58-10.13. Расстрелян 17 марта 1938 года по приговору ОГПУ. Реабилитирован в 1989 году.
- Рогозин, Григорий Тимофеевич (1921—2005) — поэт. У него вышло четыре детских сборника стихов.
- Пчелин Алексей Дмитриевич — новомученик, священник. Осуждён в 1937 тройкой при УНКВД. Расстрелян. Реабилитирован в 1989
- Смирнов Михаил Дмитриевич (19.11.1929) — композитор, заслуженный деятель искусств РФ (1981), чл. СК России (1967).

В области работали
- Илизаров, Гавриил Абрамович (1921—1992) — хирург-ортопед, академик РАН. Герой Социалистического Труда, лауреат Ленинской премии.
- Успенский, Пётр Павлович (1866—1944) — заведующий Курганской сельской лечебницы, позднее главный врач и заведующий глазным отделением Курганской городской больницы, председатель комиссии по основанию Курганской городской публичной библиотеки.
- В годы Великой Отечественной войны в санатории «Озеро Горькое» Щучанского района был эвакогоспиталь № 3121. Среди лечащих врачей были:
  - К. А. Дрягин (1897—1974) — профессор, терапевт;
  - Т. Д. Замский (1901—1966) — профессор, терапевт;
  - И. Н. Зварский — профессор, терапевт;
  - А. Т. Кап — профессор, гинеколог;
  - К. А. Мещерская (1909—1991) — профессор, фармаколог;
  - Г. П. Сабо (1880—1959) — академик, химик.

## Список руководителей области
Первый секретарь Курганского областного комитета ВКП(б)
- февраль 1943 года — 13 марта 1945 года — Пётр Алексеевич Тетюшев
- 13 марта 1945 года — 15 июня 1947 года — Василий Андреевич Шарапов
- июль 1947 года — март 1950 года — Владимир Васильевич Лобанов
- май 1950 года — октябрь 1952 года — Георгий Аполлинарьевич Денисов

Первый секретарь Курганского областного комитета КПСС
- октябрь 1952 года — 2 апреля 1955 года — Георгий Аполлинарьевич Денисов
- 2 апреля 1955 года — январь 1963 года — Геннадий Фёдорович Сизов
- 22 декабря 1964 года — 14 апреля 1966 года — Геннадий Фёдорович Сизов
- 14 апреля 1966 года — 25 июня 1985 года — Филипп Кириллович Князев
- 25 июня 1985 года — 11 сентября 1990 года — Александр Николаевич Плеханов
- 18 сентября 1990 года — август 1991 года — Георгий Иванович Пашков

Первый секретарь Курганского сельского областного комитета КПСС
- 11 января 1963 года — 22 декабря 1964 года — Геннадий Фёдорович Сизов

Первый секретарь Курганского промышленного областного комитета КПСС
- 9 января 1963 года — 22 декабря 1964 года — Николай Николаевич Брызин

Председатель исполнительного комитета Курганского областного Совета депутатов трудящихся
- 6 февраля 1943 года — ноябрь 1947 года — Сергей Иванович Моликов
- ноябрь 1947 года — апрель 1950 года — Леонид Александрович Иванов
- 21 апреля 1950 года — 17 марта 1952 года — Алексей Матвеевич Буеверов
- 17 марта 1952 года — март 1954 года — Степан Власович Кальченко
- март 1954 года — март 1955 года — Геннадий Фёдорович Сизов
- март 1955 года — 17 апреля 1959 года — Дмитрий Карпович Мрыхин
- апрель 1959 года — декабрь 1962 года — Филипп Кириллович Князев
- декабрь 1964 года — апрель 1966 года — Филипп Кириллович Князев
- апрель 1966 года — июнь 1973 года — Николай Григорьевич Маслов
- июль 1973 года — 1977 год — Александр Иванович Махнёв

Председатель исполнительного комитета Курганского областного сельского Совета депутатов трудящихся
- март 1963 года — декабрь 1964 года — Филипп Кириллович Князев

Председатель исполнительного комитета Курганского областного промышленного Совета депутатов трудящихся
- декабрь 1962 года — декабрь 1964 года — Николай Павлович Кругликов

Председатель исполнительного комитета Курганского областного Совета народных депутатов
- 1977 год — июнь 1988 года — Александр Иванович Махнёв
- июнь 1988 года — декабрь 1991 года — Валентин Павлович Герасимов

Председатель Курганского областного Совета народных депутатов
- апрель 1990 года — ноябрь 1990 года — Александр Николаевич Плеханов
- ноябрь 1990 года — октябрь 1991 года — Валентин Павлович Герасимов
- и. о. октябрь 1991 года — февраль 1992 года — Игорь Алексеевич Панафидин
- февраль 1992 года — 9 октября 1993 года — Олег Алексеевич Богомолов

Председатель Курганской областной Думы
- I-й созыв (12 апреля 1994 года — декабрь 1996 года) — Олег Алексеевич Богомолов
- II-й созыв (11 декабря 1996 года — 14 декабря 2000 года) — Лев Григорьевич Ефремов
- III-й созыв (15 декабря 2000 года — 22 декабря 2004 года) — Валерий Зосимович Пономарёв
- IV-й созыв (23 декабря 2004 года — 2 апреля 2010 года) — Марат Нуриевич Исламов
- V-й созыв (2 апреля 2010 года — 25 декабря 2012 года) — Владимир Николаевич Казаков
- V-й созыв (18 января 2013 года — 29 сентября 2015 года) — Владимир Петрович Хабаров
- VI-й созыв (29 сентября 2015 года, срок полномочий истекает в 2020 году) — Дмитрий Владимирович Фролов

Глава Администрации Курганской области
- 24 декабря 1991 года — 9 августа 1995 года — Валентин Павлович Герасимов
- 15 августа 1995 года — 1996 год — Анатолий Николаевич Соболев

Глава Администрации (Губернатор) Курганской области
- 1996 год — 6 февраля 1997 года — Анатолий Николаевич Соболев
- 6 февраля 1997 года — март 2000 года — Олег Алексеевич Богомолов

Губернатор Курганской области
- март 2000 года — 14 февраля 2014 года — Олег Алексеевич Богомолов
- 26 сентября 2014 года — 2 октября 2018 года — Алексей Геннадьевич Кокорин (и. о. 14 февраля — 26 сентября 2014 года)
- с 18 сентября 2019 года, срок полномочий истекает в 2024 году — Вадим Михайлович Шумков (и. о. 2 октября 2018 года — 18 сентября 2019 года).